# E jezik
E jezik (eahua, kjang e, “wuse hua”, “wusehua”; ISO 639-3: eee), miješani jezik naroda E iz kineskog autonomnog okruga Rongshui Hmong (autonomna regija Guangxi Zhuang) u selima Xiatan, Simo, Xinglong (Xingyou) i još nekima. prema ranijoj klasifikaciji pripadao je porodici tai-kadai, u centralnu podskupinu tai jezika.
Govori ga oko 30 000 ljudi koji sebe nazivaju E, dok ih Kinezi zovu Wuse

## Vanjske poveznice
- Ethnologue (14th)
- Ethnologue (15th)